# Passiflora pyrrhantha
Passiflora pyrrhantha Harms – gatunek rośliny z rodziny męczennicowatych (Passifloraceae Juss. ex Kunth in Humb.). Występuje naturalnie w Kolumbii, Wenezueli, Ekwadorze i Peru.

## Morfologia
PokrójPnący krzew lub zdrewniałe, trwałe, owłosione liany.
LiścieOwalne lub podłużnie owalne, zaokrąglone u podstawy, prawie skórzaste. Mają 8–18 cm długości oraz 3,5–10 cm szerokości. Całobrzegie, ze spiczastym wierzchołkiem. Ogonek liściowy jest owłosiony i ma długość 10–30 mm. Przylistki są nietrwałe.
KwiatyDziałki kielicha są podłużnie eliptyczne, mają 2–3 cm długości. Płatki są podłużne, mają 2–3 cm długości. Przykoronek ułożony jest w jednym rzędzie, ma 5–6 mm długości.
OwoceSą elipsoidalnego kształtu. Mają 7–11 cm długości i 3,5–4,5 cm średnicy.

## Biologia i ekologia
Występuje w lasach na wysokości do 600 m n.p.m.